# Émile Leredde
Émile Leredde ou Laurent Victor Louis Émile Leredde (né le 26 octobre 1866 à Paris et mort fin 1926) est un médecin français, spécialisé en dermatologie.

## Biographie
Son père est Louis Théophile Leredde et sa mère Fanny Émilie Édouard Poulain, mariés à Châteauneuf-sur-Loire et tous deux propriétaires à Paris.
Il fait ses études de médecine à Paris et obtient son doctorat en 1893. Il est ensuite interne des hôpitaux de Paris puis chef de laboratoire à l'Hôpital Saint-Louis de 1894 à 1899. En 1897, il est chargé de mission par le gouverneur de l'Algérie.
Ses travaux scientifiques concernent la dermatologie, le syphiligraphie et la médecine sociale.
En 1895, Leredde publie avec François Henri Hallopeau un article sur l’éruption papuleuse du visage lors de la sclérose tubéreuse de Bourneville, alors connue comme « adénome sébacé ». L'article note aussi l'association fréquente entre épilepsie et affection dermatologique.
En 1903, il fonde la Revue pratique des maladies cutanées, syphilitiques et vénériennes qui vécut jusqu'en 1908.
Il s'engage dans le syndicalisme médical et en 1910, il est considéré comme « l’un des leaders du combat contre la faculté ». Il devient président du Syndicat des médecins de la Seine.
En 1922, il participe au Comité national de propagande d'hygiène sociale et d'éducation prophylactique qui publie un Manuel d'éducation prophylactique contre les maladies vénériennes.

## Travaux scientifiques
- Le Traitement de l'acné rosée par la photothérapie (1903).
- Le Traitement du cancer de la peau par les rayons X la radiothérapie dans les épithéliomes de la peau (1904).
- Sur un cas de chéloïdes multiples en tumeurs, d'origine acnéique par L.-E. Leredde et L.-M. Pautrier (1904).
- Thérapeutique des maladies de la peau (1904).
- Simple observation d'un nævus mélanique traité par diverses méthodes, par Leredde et R. Martial (1905).
- Traitement de l'eczéma par la radiothérapie par E. Leredde et R. Martial (1905).
- Études sur le traitement du lupus érythémateux type fixe par Leredde et R. Martial (1908).
- La Question des affections parasyphilitiques en 1912.
- La Stérilisation de la syphilis (1912).
- Études sur le sérodiagnostic et le traitement de la syphilis, stratégie et tactique (1913).
- Domaine, traitement et prophylaxie de la syphilis (1917)
- Traitement du tabès : (méningomyélite syphilitique postérieure) (1918)

## Autres travaux
- La Morale théosophique (1904).

## Distinction
Il est nommé chevalier de la Légion d'honneur par décret du 9 août 1907. Il désigne Anatole France comme parrain délégué.